# Jim Kleinsasser
Jim Carter Kleinsasser (* 31. Januar 1977 in Carrington, North Dakota) ist ein US-amerikanischer American-Football-Spieler auf der Position des Tight End und des Fullbacks. Er spielte während seiner gesamten Karriere bei den Minnesota Vikings in der National Football League. Nach der Saison 2011 verkündete er seinen Rücktritt.

## Karriere

### College-Karriere
Kleinsasser besuchte die University of North Dakota und spielte sowohl in deren Football-, als auch in deren Basketball-Team. Während seiner College-Zeit wurden ihm im Bereich des Footballs einige Auszeichnungen verliehen, wie zum Beispiel jene zum Circle of Champions North Dakota Player of the Year.

### NFL-Karriere
Durch den NFL Draft kam er 1999 zu den Minnesota Vikings. Vorerst nur als Tight End eingesetzt, wurde er anfangs mehr und mehr zum Fullback umgeschult. Kleinsasser absolvierte bereits in seinem ersten Jahr 13 von 16 Spielen, sieben davon als Starter.
Er entwickelte sich über die Jahre hinweg zu einer festen Größe bei den Vikings. 2002 fing er seinen ersten Touchdown nach einem 1-Yard-Pass. Sein sportlich gesehen erfolgreichstes Jahr folgte 2003. Kleinsasser kam auf vier Touchdowns, 46 gefangene Pässe und 401 Yard Raumgewinn. 2004 fiel er verletzungsbedingt die komplette Saison aus.
Seit 2005 absolvierte Jim Kleinsasser jedes Spiel, insgesamt kam er auf 1.688 Yards Raumgewinn. In zwölf Spielzeiten gelangen ihm sechs Touchdowns, seinen letzten erzielte er 2007 gegen die Washington Redskins.